# Moczarne
Moczarne (ukrán nyelven: Мочарне, Mocharne) Lengyelország délkeleti részén, a Kárpátaljai vajdaságban, a Leskói járásban fekvő kis község, közel a lengyel-szlovák határhoz. A település közel 18 kilométernyire fekszik Gmina Cisna község központjától, Cisnától délkeleti irányban, 43 kilométernyire délre található a járási központtól, Leskótól és 109 kilométernyire délre van Rzeszówtól, amely a Kárpátaljai vajdaság központja.

## Fordítás
Ez a szócikk részben vagy egészben  a   Moczarne című angol Wikipédia-szócikk ezen változatának fordításán alapul.  Az eredeti cikk szerkesztőit annak laptörténete sorolja fel. Ez a jelzés csupán a megfogalmazás eredetét és a szerzői jogokat jelzi, nem szolgál a cikkben szereplő információk forrásmegjelöléseként.